# Corynoptera laureti
Corynoptera laureti är en tvåvingeart som först beskrevs av Frey 1949.  Corynoptera laureti ingår i släktet Corynoptera och familjen sorgmyggor.
Artens utbredningsområde är Madeira. Inga underarter finns listade i Catalogue of Life.